# Het verdwenen kasteel
Het verdwenen kasteel is het 164ste stripverhaal van Jommeke. De reeks wordt getekend door striptekenaar Jef Nys.

## Verhaal
Op een dag wordt het kasteel van Achterberg verkocht. Een rijke Amerikaan koopt het om het af te breken en weer op te bouwen in Beverly Hills in Amerika. De koningin van Onderland is woest omdat haar kasteel is afgebroken. Ze ontsnapt uit het rustoord. Intussen nodigt Madam Pepermunt Jommeke en zijn vrienden uit om op vakantie te gaan in Amerika. Ook de koningin van Onderland reist naar Amerika om haar kasteel te zoeken. Jommeke merkt dat het kasteel van Achterberg een heel mooi hotel is geworden. Ook de koningin van Onderland heeft het kasteel gevonden, maar wordt tijdens de receptie buiten gezet. Ze bedenkt een plan om binnen te geraken als werkpersoneel van het hotel. Een dag later ontdekken de gasten kakkerlakken in de soep en zijn woedend. De volgende dagen treft het hotel vele ongemakken en alle gasten vertrekken. De koningin van Onderland zit hierachter om zo haar kasteel terug te krijgen. Jommeke en zijn vrienden vinden de gebeurtenissen vreemd en gaan op onderzoek uit. Ook de propere voeten komen helpen. Met veel pech voor de koningin van Onderland, ontmaskeren en overmeesteren Jommeke en zijn vrienden haar.
Tot slot wordt het kasteel terug naar Zonnedorp gebracht. De koningin van Onderland keert terug naar het rustoord.

## Achtergronden bij het verhaal
- Het kasteel van Achterberg stond eerder te koop in De bedrogen miljonair. In beide verhalen slaagt de koningin er in haar kasteel terug te krijgen.
- In het verhaal koopt een rijke Amerikaan het kasteel van Achterberg om het af te breken en later weer op te bouwen in Beverly Hills in Amerika. Filiberke vergelijkt dit idee met het domein van Bokrijk waar authentieke gebouwen de kern vormen van een erfgoedcollectie.